# Гиясбейли, Медина-ханым Мехди-бек кызы
Медина Мехди-бек кызы Гиясбейли (азерб. Mədinə Mehdi  bəy qızı Qiyasbəyli; апрель 1889, Юхары-Салахлы, Елизаветпольская губерния — 28 сентября 1937, Баку) — азербайджанская просветительница, педагог, воспитательница, журналистка, переводчица.
Основала и возглавила несколько школ в Азербайджане. Одна из основательниц журнала «Восточная женщина».
Была арестована органами НКВД по обвинению в членстве в «контрреволюционной организации» «Мусават». Её допрашивали 12 раз за короткий период времени. Все её имущество было конфисковано. Расстреляна 28 сентября 1937 года.

## Биография
Медина Гиясбейли (в девичестве Векилова) родилась в апреле 1889 года в селе Юхары-Салахлы Казахского уезда. Обучалась в женском учебном заведении Святой Нины в Тифлисе. По окончании учебного заведения в 1904 году поступила в том же городе на дополнительный курс (1 год) в женскую гимназию. Окончила гимназию 18 мая 1905 года с отличием.
В 1906 году открыла в своём доме в Юхары-Салахлы первую сельскую одноклассную школу для девочек, где преподавались такие предметы, как тюркский язык, счёт, русский язык, природоведение, труд и пение. Уроки родного языка вёл Ахмед-ага Гюльмамедов, природоведения – отец Медины Мехти-ага. Остальные предметы преподавала она сама. После того, как количество учениц школы возросло, 15 октября 1906 года школа была официально зарегистрировано уездным управлением просвещения, а Медина-ханым назначена её директором и преподавателем.
Выйдя замуж в 1910 году, Медина Гиясбейли переехала в село Даг Кесеменли. Там она также открыла школу для девочек и продолжила педагогическую деятельность. Некоторое время проживала вместе с мужем в Кедабеке, где также занималась преподавательской работой. После кончины супруга в 1917 году работала в Тифлисе в Закавказском комиссариате. После упразднения комиссариата вернулась в 1918 году в Казах, где была назначена на должность инспектора народных школ.
В 1919 году переехала в Баку. В марте 1920 года Медина Гиясбейли организовала вечерние курсы в квартире, в которой проживала. Уже 10 марта курсы были официально зарегистрированы. Там преподавали также Узеир Гаджибеков, Хадиджа Агаева, Шафига Эфендизаде.
После советской оккупации в 1920 году Медина Гиясбейли в декабре того же года была назначена директором и преподавателем первого педагогического учебного заведения, готовящего учителей начальных классов для женских школ. В 1926 году её уволили с должности директора, и она продолжила преподавать там русский язык. Медина Гиясбейли была одним из основателей журнала «Шярг гадыны» (рус. – «Женщина Востока»), в котором, среди прочих авторов, публиковалась и сама.
Гиясбейли также преподавала в Баку в средних школах, Институте сельского хозяйства, работала на должности ассистента в Азербайджанском государственном медицинском институте.
В ноябре 1932 года при выходе из трамвая на площади Азнефти Медина Гиясбейли упала и получила тяжёлую травму позвоночника. Помимо преподавания, также работала переводчиком. Перевела на русский язык многие стихотворения Самеда Вургуна, Сулеймана Рустама, Расула Рзы, Нигяр Рафибейли, а также романы «Туманный Тебриз» Мамед Саида Ордубади и «Подъёмы» Абульгасана Алекперзаде.

## Арест. Гибель
В ночь с 8 на 9 декабря 1936 года была арестована НКВД за членство «в незаконной контрреволюционной организации Мусават». Со дня ареста до 8 сентября 1937 года была допрошена 12 раз. В обвинительном заключении, составленном 23 сентября, Медина Гиясбейли обвинялась в членстве в партии «Мусават», поддерживании связи с тайным центром «Мусавата», в том, что собрала вокруг себя контрреволюционно настроенную молодёжь, в поддерживании нелегальной связи в 1930-1933 годах с находившимися в Иране мусаватистами. Также отмечалось, что она контактировала с членами контрреволюционно-националистической организации Рухуллой Ахундовым, Бекиром Чобанзаде. Медина Гиясбейли была признана виновной по статьям 72 и 73 Уголовного кодекса Азербайджанской ССР. Постановлением Тройки НКВД АзССР от 26 сентября 1937 года 45- летняя Медина Гиясбейли была приговорена к расстрелу с конфискацией имущества. Приговор был приведён в исполнение в 01:25 28 сентября 1937 года. 
24 августа 1956 года была реабилитирована Судебной коллегией по уголовным делам Верховного суда Азербайджанской ССР (посмертно).

## Семья
В 1909 году вышла замуж за Шахрияр-бека Гиясбекова. Шахрияр-бек Гиясбеков родился в 1890 году. Окончил Горийскую семинарию и некоторое время работал учителем. Впоследствии работал переводчиком в канцелярии начальника Казахского уезда штабс-капитана Реутта. Скончался в 1917 году от туберкулеза.
От этого брака родились дочери Гюльзар (1911) и Гюлендам (1914), сын Мехти (1916).

## Память
На мемориальной доске в Музее жертв политических репрессий в Баку, посвящённой женщинам-жертвам репрессий, представлена информация о пяти расстрелянных женщинах, в том числе о Медине Гиясбейли.
В Национальном музее истории Азербайджана хранятся фотографии, относящиеся к Медине Гиясбейли.
17 декабря 2022 года в Азербайджанском государственном театре юного зрителя состоялась премьера спектакля Кодовое имя: «В.Х.А.» или «Кодовое название: Жены врагов народа» (В.Х.А. – аббревиатура от азерб. V.X.A, Vətən xainlərinin arvadları). Спектакль повествует о событиях, произошедших с супругами, дочерями политзаключенных Азербайджана, ставших жертвами сталинских репрессий, а также с репрессированными женщинами. В постановке также показан допрос Медины Гиясбейли.